# Radenac
Radenac (bretonisch: Radeneg) ist eine französische Gemeinde mit 1067 Einwohnern (Stand 1. Januar 2022) im Département Morbihan in der Region Bretagne. Sie gehört zum Gemeindeverband Pontivy Communauté.

## Geographie
Radenac liegt im Norden des Départements Morbihan und gehört zum Pays de Pontivy.
Nachbargemeinden sind Pleugriffet im Nordosten, Lantillac im Osten, Buléon im Südosten, Saint-Allouestre im Süden, Moréac im Westen sowie Réguiny im Nordwesten. 
Der Ort liegt etwas abseits von Straßen für den überregionalen Verkehr. Die wichtigsten Straßenverbindungen durch die Gemeinde sind die D764 von Pontivy nach Josselin und die D11 von Rohan nach Saint-Jean-Brévelay. Der nächste bedeutende Straßenanschluss ist die N24, die mehrere Kilometer südlich der Gemeinde verläuft.
Die bedeutendsten Gewässer sind einige Bäche wie Kerropert, Ville und Bonvallon. Entlang dieser Wasserläufe verläuft teilweise die Gemeindegrenze.

## Geschichte
Die Gemeinde gehörte zur bretonischen Region Bro-Gwened (frz. Vannetais) und innerhalb dieser Region zum Gebiet Bro Baod (frz. Pays de Baud) und teilt dessen Geschichte. Von 1801 bis zu dessen Auflösung am 10. September 1926 gehörte sie zum Arrondissement Ploërmel und von 1793 bis zu dessen Auflösung 1801 zum Kanton Réguiny.

## Bevölkerungsentwicklung
| Jahr      | 1962 | 1968 | 1975 | 1982 | 1990 | 1999 | 2006 | 2019 |
| Einwohner | 1049 | 1004 | 903  | 807  | 832  | 825  | 932  | 1067 |

## Sehenswürdigkeiten
- Kirche Saint-Pierre-et-Saint-Paul von 1830 bis 1840, mit Statuen aus einer älteren Dorfkirche
- Kapelle Saint-Fiacre im gleichnamigen Ort aus dem 14. Jahrhundert
- Kapelle Notre-Dame im Zentrum von Radenac aus dem Jahr 1930
- Kalvarienberg auf dem Friedhof
- Brunnen Saint-Armel aus dem 10./11. Jahrhundert in "Les Rivières"
- Brunnen Saint-Fiacre aus dem späten 17. Jahrhundert
- Denkmal für die Gefallenen des Ersten Weltkriegs

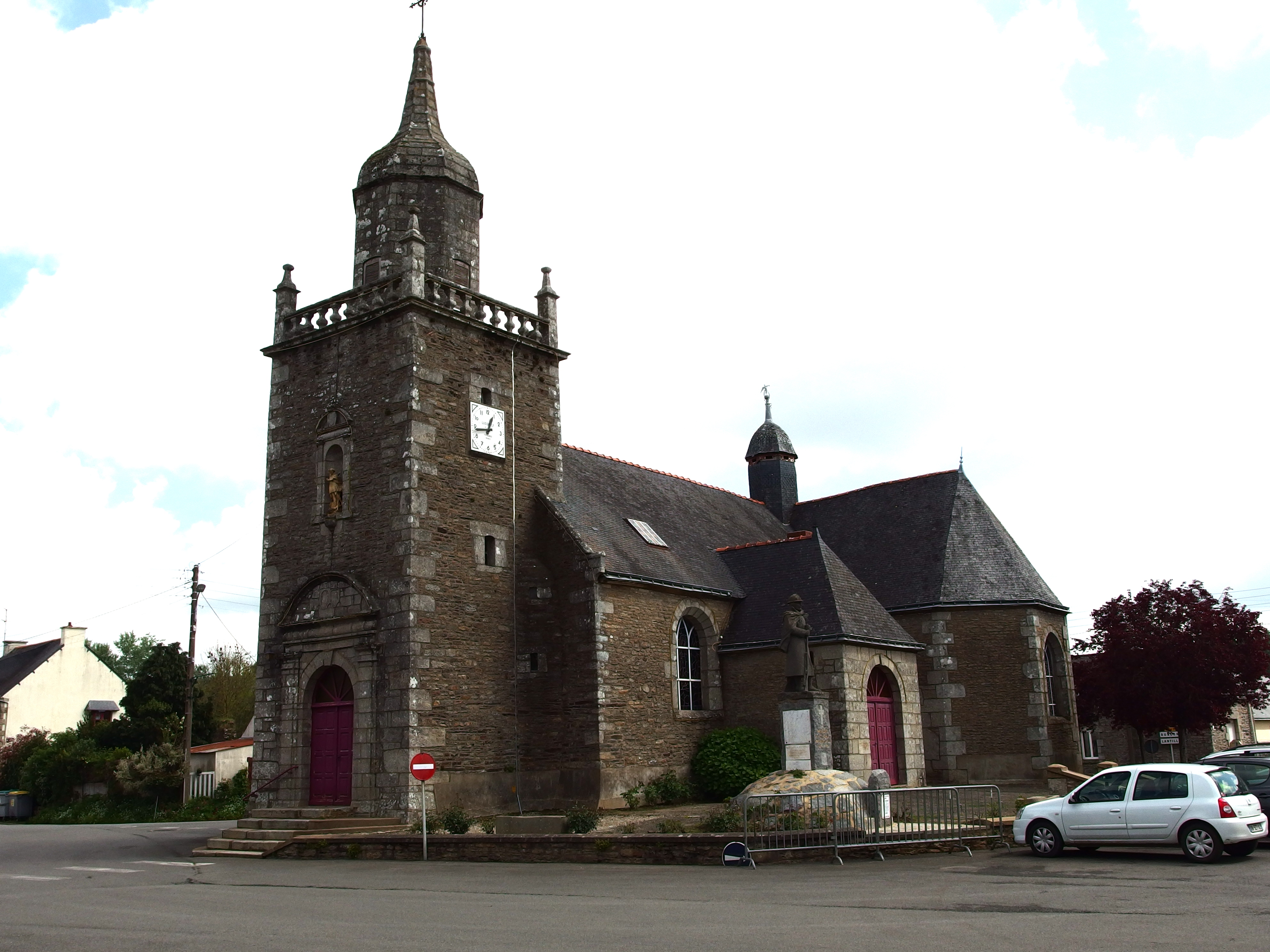
Kirche Saint-Pierre-et-Saint-Paul

Quelle: